# یواس‌ای‌تی جان ال کلم
یواس‌ای‌تی جان ال کلم (به انگلیسی: USAT John L. Clem) یک کشتی بود که طول آن 373 ft 9 in بود. این کشتی در سال ۱۹۱۸ ساخته شد.